# Jean-Pierre Tokoto
Jean-Pierre Tokoto (Douala, 26 gennaio 1948) è un ex calciatore camerunese, di ruolo centrocampista.

## Carriera
Ha giocato in vari club francesi come l'Olympique Marsiglia, il Bordeaux e il Paris Saint Germain, e ha concluso la carriera negli Stati Uniti con la maglia del Boston New England Tea Men.
Ha fatto parte della selezione camerunese al Campionato mondiale di calcio 1982 in Spagna.

## Palmarès

### Club

#### Competizioni nazionali
- Campionato di calcio del Camerun: 4

Oryx Douala: 1963, 1964, 1965, 1967
- Coppa del Camerun: 2

Oryx Douala: 1963, 1968
- Campionato francese: 1

Olympique Marsiglia: 1971-1972
- Supercoppa francese: 1

Olympique Marsiglia: 1971

#### Competizioni internazionali
- Coppa dei Campioni d'Africa/CAF Champions League: 1

Oryx Douala: 1964